# Bismarckturm (Gießen)
Der Bismarckturm in Gießen ist ein 15 Meter hoher Aussichtsturm auf der Hardt-Höhe in der Nähe des Oberen Hardthofs.

## Architektur
Der Turm besitzt ein zentrales Portal, das einen trapezförmigen, monolithischen Architrav trägt (sekundär vermauert), vor dem eine kleine Freitreppe mit flankierenden Mauervorbauten hinaufführt. Der leicht verjüngte Turm schließt mit einem nahezu würfelförmigen Aufsatz ab. Über dem Eingang befindet sich die Inschrift BISMARCK, darüber ein Adlerrelief des Bildhauers Augusto Varnesi. Auf der Innenseite des Eingangspodestes ist eine Inschrift eingemeißelt:

## Geschichte
Architekt war der Universitätsbaurat August Becker. Erbaut wurde der etwa 12.000 Mark teure Turm von Juli 1905 bis Juli 1906 aus heimischem Lungstein. Wie zahlreiche andere Bismarcktürme erinnerte das Bauwerk an den 1898 verstorbenen deutschen Reichskanzler Otto von Bismarck, der insbesondere als Mitinitiator der Reichsgründung von 1871 verehrt wurde.
1954 wurde der Turm renoviert. Die Aussichtsplattform mit einer achteckigen Feuerschale mit 1,90 m Durchmesser, in der ursprünglich zu Bismarcks Geburtstag und anderen nationalen Feiertagen ein weithin sichtbares Feuer brannte, war bis 1975 begehbar, als der Eingang wegen des schlechten Zustands des Turms zugemauert werden musste.
Seit 2007 setzt sich ein Förderverein für den Erhalt und eine erneute Renovierung des Bauwerks ein. Der Eingang wurde im Jahr 2011 freigelegt, die Wiedereröffnung des sanierten Turms erfolgte 2014. Jeweils am ersten und dritten Sonntag im Monat kann der Turm bestiegen werden. Der Förderverein wurde 2020 mit dem Hessischen Denkmalschutzpreis in der Kategorie Ehrenamtspreis der Staatskanzlei ausgezeichnet.
Mitte 2020 kam es – mutmaßlich im Zuge der Black-Lives-Matter-Debatte – zu Farbschmierereien an der Turmvorderseite.